# Aeroportul Kuopio
Aeroportul Kuopio (în finlandeză Kuopion lentoasema) (IATA: KUO, ICAO: EFKU) este un aeroport din Siilinjärvi, Savonia de Nord, Regional State Administrative Agency for Eastern Finland⁠(d), Finlanda ce deservește zona Kuopio. Aeroportul a fost tranzitat în 2022 de 126.083 de pasageri. A fost deschis în 1940 și numit după zona deservită.
Situat la o altitudine de 99 m, aeroportul dispune de 1 pistă. Este operat de Finavia⁠(d).

## Infrastructură

### Piste
Aeroportul dispune de o singură pistă. Pista 15/33 are suprafața de asfalt și dimensiunile 2.800 m × 60 m. 